# لتي كلا (هرازبي الجنوبي)
لتي کلا (بالفارسية: لتی‌کلا) هي قرية تقع في إيران في قسم هرازبي الجنوبی الريفي. يقدر عدد سكانها بـ 269 نسمة بحسب إحصاء 2016.